# Château Suau (Capian)
Château Suau  es un viñedo situado en la región de Burdeos en Francia. Se encuentra  al sur de la comuna francesa de Capian en la región del Entre-deux-Mers, departamento de la Gironda . Está en el punto más alto de  la denominación AOC Cadillac-Côtes-de-Bordeaux. Château Suau produce vinos ecológicos.

## Historia
Según las leyendas, Château Suau comenzó como un pabellón de caza en el siglo XVI. En ese tiempo, pertenecía a Jean Louis de Nogaret de La Valette, duque de Épernon. No fue sino hasta 1637 que fue restaurado y nombrado en honor de los nuevos propietarios: la familia Suau. La finca fue adquirida en 1687 por un comerciante de vinos llamado Clemente Popp de Burdeos , el Señor de Suau. En un momento de su historia, la residencia perteneció  a Franco-Columbus Fenwick, cónsul de los Estados Unidos en Nantes. En 1857, el dominio pasó a manos de Jean Guénant, que tuvo que luchar contra la epidemia de filoxera de 1870,  con la introducción de los primeros injertos de vid. La finca fue vendida y revendida varias veces antes de ser adquirida en 1986 por el actual propietario: la familia Bonnet.
En el año 2014, Chateau Suau se incorporó a Bacchus Investments S.L y al conglomerado de bodegas internacional Alejandro Bulgheroni Family Vineyards, del ingeniero Alejandro Bulgheroni, conocido hombre de negocios argentino. Monique Bonnet, continua ligada a la gerencia de Chateau Suau desde entonces.

## Vino y uvas

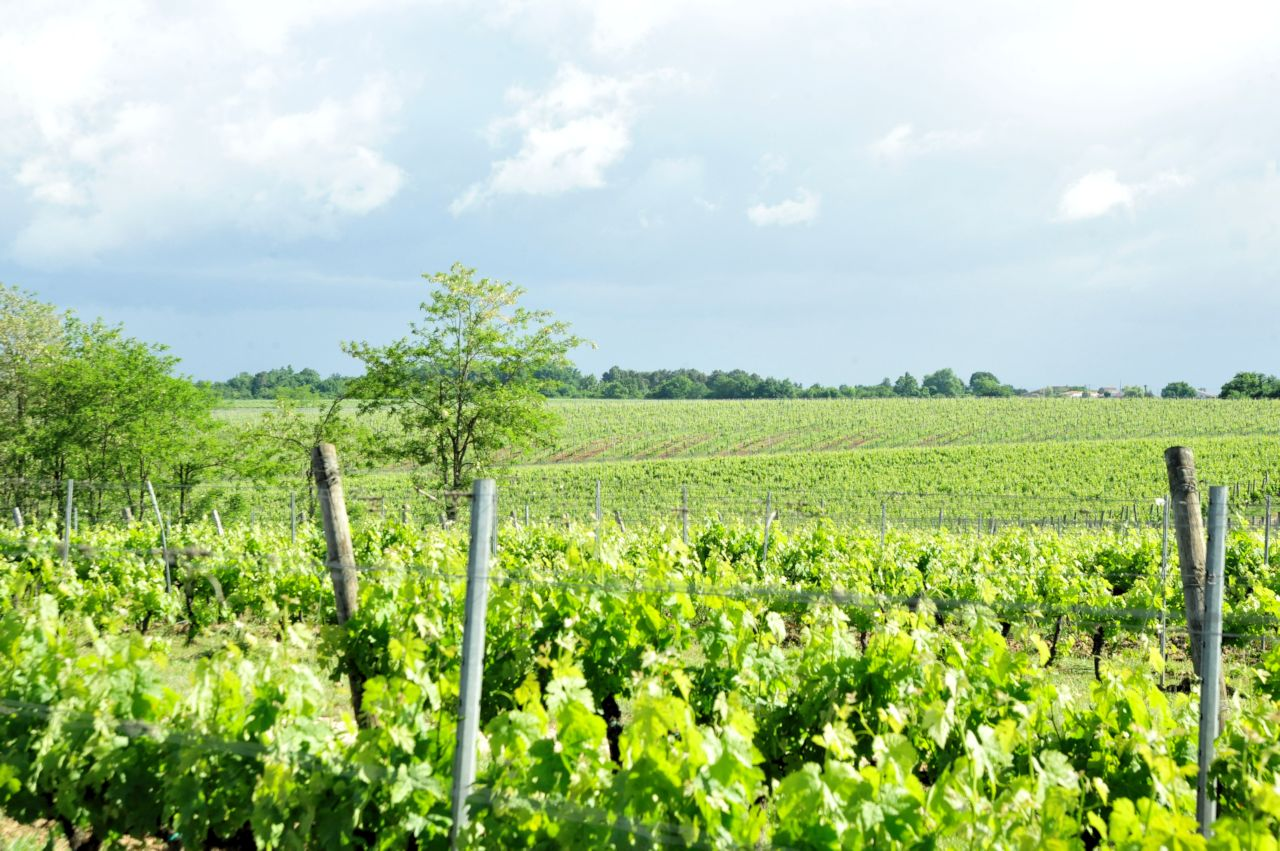
Château Suau (Capian)

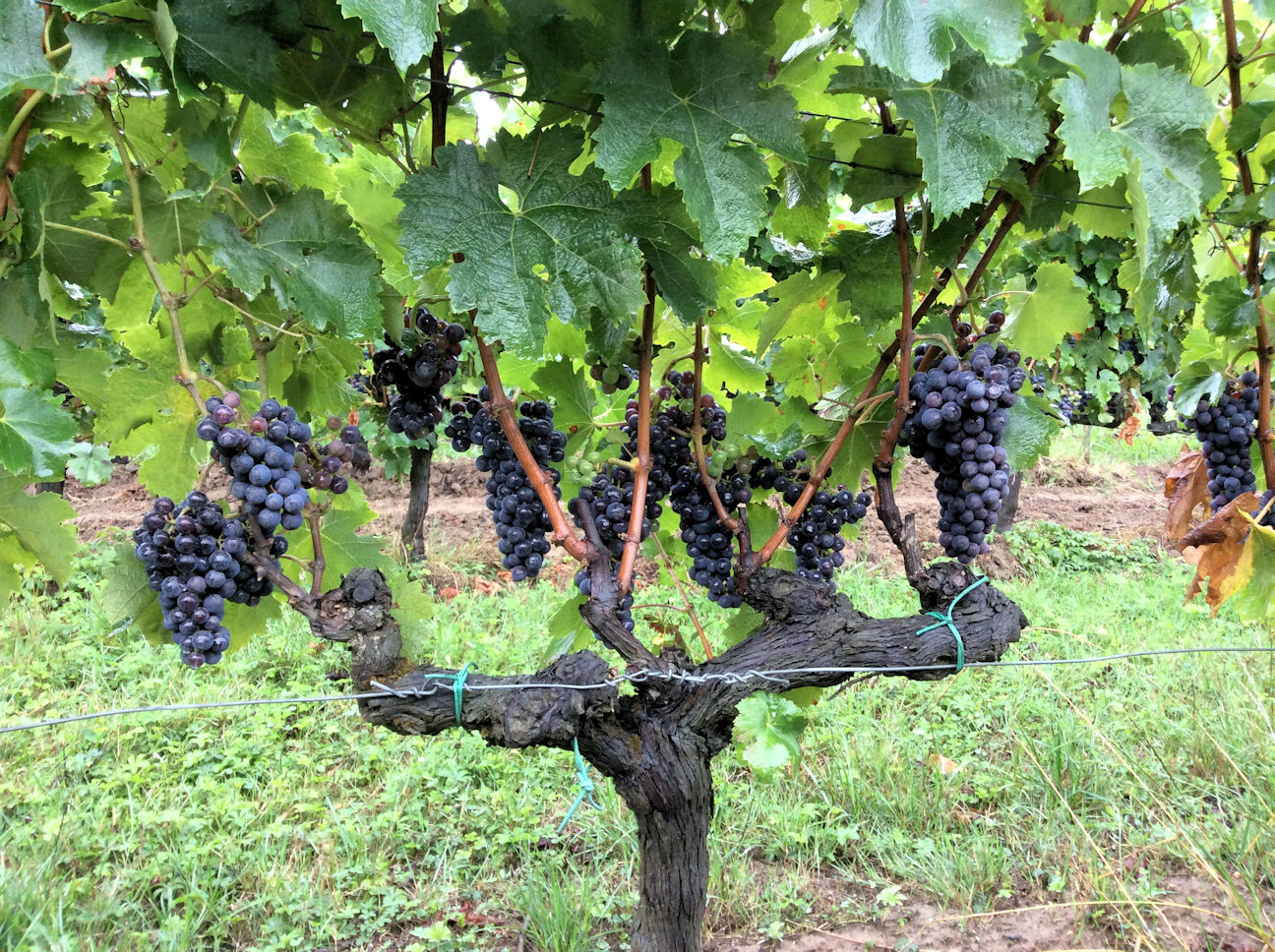
Merlot, Château Suau (Capian)

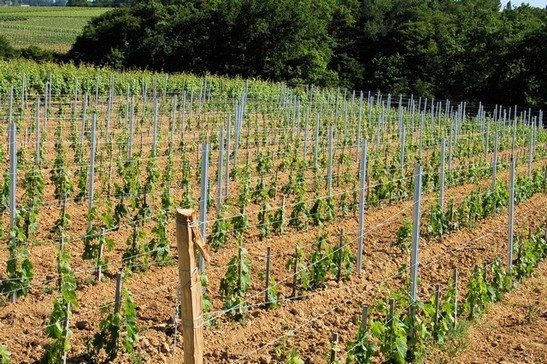
Agricultura ecológica Château Suau

Orientada al sursureste, este viñedo del Entre-Deux-Mers tiene un suelo que consiste principalmente de arcilla y grava.
Se planta con Merlot 51%, Cabernet Sauvignon 28%, Cabernet Franc 4% y Malbec 3% uvas para los tintos.

Sauvignon blanc 8%, Sauvignon Gris 1% y Sémillon 5% para los blancos.
La densidad de plantación es de 5000 plantas /ha, para las vides blancas y 7.000 cepas /ha para las vides rojas.

En 2008, la finca comenzó progresivamente a convertir en la agricultura ecológica. La conversión se completó en 2012 y, desde 2014, toda la producción es de vinos orgánicos.

El primer vino orgánico certificado fue el Château Maubert 2011 (Cadillac-AOC-Côtes-de-Bordeaux).
Cada año, la finca produce un AOC, Château Suau tinto- Côte-de-Bordeaux -, un Château tinto, AOC - Côte Maubert  Burdeos. Así como el AOC Château Suau Burdeos - Blanco Seco y el Château Suau Rosado.

Château Suau, Rojo Artolie Cadillac AOC - Côtes-de-Burdeos, Château Suau Red Cadillac, Cadillac AOC-Côtes-de-Burdeos y Château Suau blanco (vino licoroso), Cadillac AOC , se producen solo cuando la calidad de la uva es  suficientemente buena para lograr estos vinos.
En 2013, Château Suau se unió a la primera asociación de vinos de Burdeos para un sistema de gestión ambiental (SGA) y es Ecovert e ISO 14001.